# Garrett Basch
Garrett Basch é um produtor de televisão e produtor cinematográfico norte-americano.